# AAPS PharmSciTech
AAPS PharmSciTech ist eine wissenschaftliche Fachzeitschrift, die vom Springer-Verlag im Auftrag der American Association of Pharmaceutical Scientists veröffentlicht wird. Die Zeitschrift erscheint derzeit mit vier Ausgaben im Jahr. Es werden Arbeiten veröffentlicht, die sich mit Fragestellung der Arzneistoffdosierung und -freisetzung beschäftigen.
Der Impact Factor lag im Jahr 2014 bei 1,641. Nach der Statistik des ISI Web of Knowledge wird das Journal mit diesem Impact Factor in der Kategorie Pharmakologie und Pharmazie an 171. Stelle von 254 Zeitschriften geführt.